# Friederike Gossmann

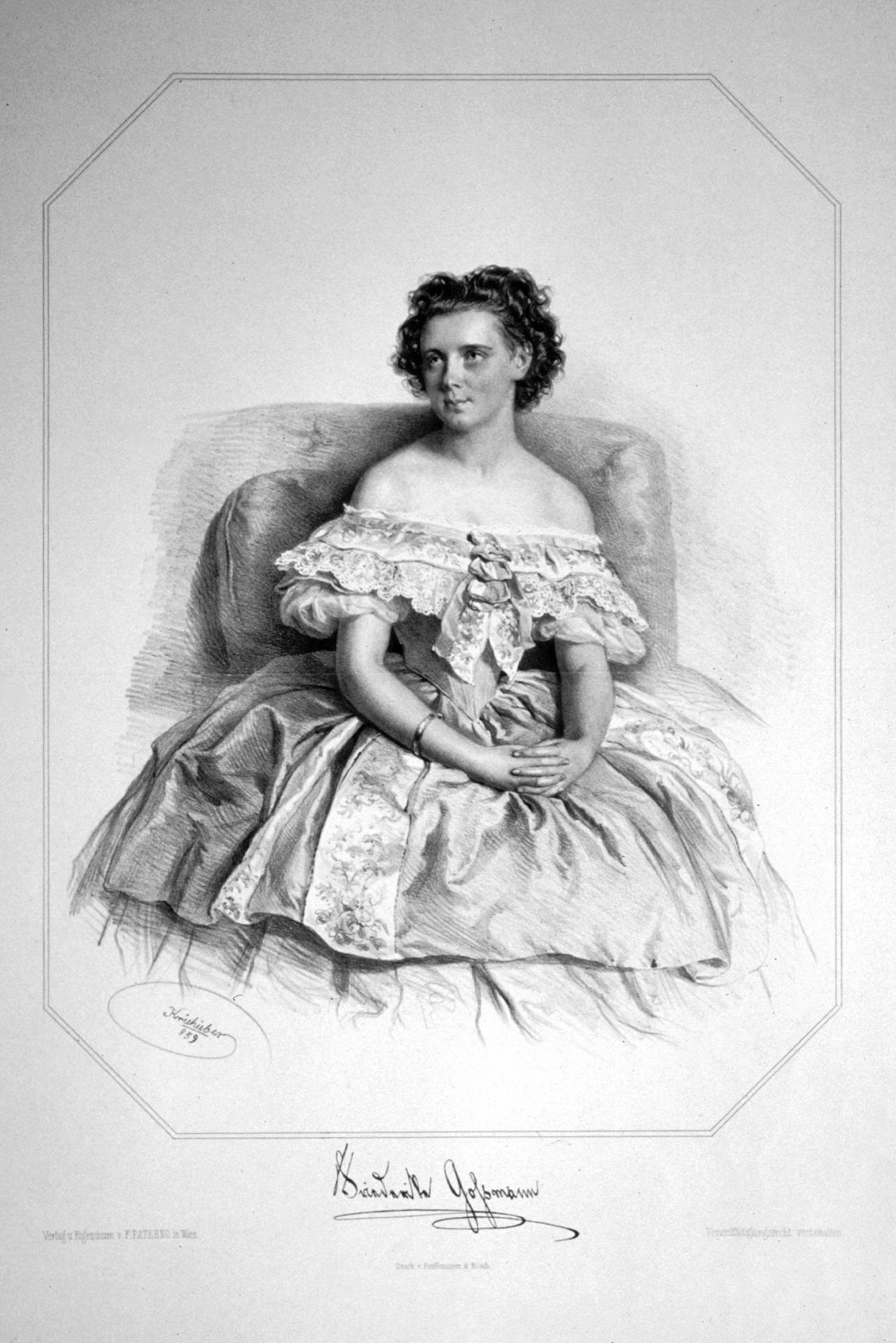
Friederike Gossmann, litografi av Joseph Kriehuber, 1859.

Friederike Gossmann, född den 21 mars 1839 i Würzburg, död den 15 augusti 1906 i Gmunden, var en tysk skådespelerska.
Friederike Gossmann var engagerad i Hamburg 1855-1856 och vid Burgteatern i Wien från 1857, tills hon 1861 blev gift med friherre (sedermera greve) Anton Prokesch von Osten, varefter hon endast gav gästroller och uppläsningar för välgörande ändamål. Hon lyckades utmärkt väl i både rörande och lustiga roller, bland annat huvudrollen i Die Grille ("Syrsan") och Puck i "En midsommarnattsdröm".